# یواس‌اس مدرگال (اس‌اس-۴۸۰)
یواس‌اس مدرگال (اس‌اس-۴۸۰) (به انگلیسی: USS Medregal (SS-480)) یک زیردریایی بود که طول آن ۳۱۱ فوت ۸ اینچ (۹۵٫۰۰ متر) بود. این زیردریایی در سال ۱۹۴۴ ساخته شد.